# Club Sportivo Iteño
Club Sportivo Iteño é um clube de futebol do Paraguai sediado na cidade de Itá, no Departamento Central. O clube foi fundado em 1 de junho de 1924 e joga na División Intermedia. Suas partidas locais são disputadas no Estádio Salvador Morga, que tem capacidade para aproximadamente 4.500 pessoas.

## História
O clube foi fundado em 1 de junho de 1924 em Itá.
Em 8 de fevereiro de 1948, foi um dos fundadores da Liga Esportiva Regional Central, em cerimônia realizada na mesma cidade de Itá, também com clubes de Itauguá, Yaguarón e Guarambaré.
Por muito tempo se firmou como um dos protagonistas de sua Liga, onde jogou o clássico de sua cidade com o Clube Olimpia de Itá.

### Ingresso na  APF
Foi o primeiro clube fora da Grande Assunção a ser incorporado a uma divisão da Associação Paraguaia de Futebol, quando foi admitido em 1981 (ou 1983) à Segunda de Assunção ou Tercera, proveniente de uma liga regional do interior do país, especificamente o Departamento Central.
Muito em breve o clube se tornou campeão da divisão, em 1985, e foi promovido à Segunda (então conhecida como Primera de Ascenso).
O ano em que esteve mais perto de ascender à Primeira Divisão foi 1998, quando chegou à final e caiu nos pênaltis contra o Resistencia. Em 2002, também chegou às semifinais, perdendo para o Presidente Hayes.
Em 2012 terminou em penúltimo e foi rebaixado, depois de ter sido o único clube desde 1997 a disputar todos os campeonatos da División Intermedia.

## Jogadores notáveis
Vários jogadores de renome deixaram o clube, tais como:
- Saturnino Arrúa Molinas
- Estanislao Struway
- Richard Ortiz
- Eugenio Samaniego[4]
- Luis Doldán[5]
- Enrique Rambert Vera[6]

## Hino
O hino oficial do clube foi criado pelo músico e poeta Iteño Cleto Bordón Villalba. O nome da música é "Invicto Sportivo", foi gravada pelo grupo Los electronic dissonantes e atualmente tem uma versão feita pelo músico Darwin Bordón neto do mesmo.

## Títulos
- Campeonato Paraguaio – Terceira Divisão: 1 (1985)

## Torneios Regionais
- Liga Central de Deportes: (14) 1950,1952,1953,1954,1956,1957,1958,1963,1973,1978,1979,1980,1981,1982[7]

## Torneios Amistosos
- Copa Apani, Clásico Iteño (1): 2014[8]